# Сондерс, Рой
Рой Со́ндерс (англ. Roy Saunders; 4 сентября 1930 — 29 января 2009) — английский футболист, левый защитник.

## Карьера
Рой Сондерс начал свою карьеру в любительском клубе «Халл Сити». В мае 1948 года Джордж Кау, тогдашний тренер «Ливерпуля», пригласил молодого футболиста к себе. Дебют Сондерса в основе «красных» состоялся лишь спустя 5 лет, 10 января 1953 года в матче на Кубок Англии с «Гатершедом», в котором «Ливерпуль» проиграл 0:1. В чемпионате Англии Сондерс дебютировал спустя месяц, 7 февраля против «Мидлсбро». В сезоне 1952/53 Сондерс появился на поле 15 раз, на следующий год он провёл 20 матчей, а после вылета «Ливерпуля» из высшей английской лиги Сондерс стал игроком основы, проведя 32 матча. В сезоне 1955/56 провёл 42 матча и забил свой единственный гол в составе «красных», 25 августа 1956 года в матче на Кубок лиги в ворота «Бери» на 17-й минуте игры, сделав счёт 2:0 в пользу «Ливерпуля». В следующем сезоне Сондерс провёл 28 матчей; постепенно стал терять место в основе «Ливерпуля». В сезоне 1957/58 Сондерс вышел на поле только в январе против «Саутэнд Юнайтед», всего же сыграл лишь 5 матчей, на следующий год Сондерс провел на одну игру меньше и принял решение покинуть «Ливерпуль». Всего провёл в составе «красных» 146 матчей. Сондерс перешёл в клуб «Суонси Таун», за который провёл 94 матча, включая победный финал Кубка Уэльса в 1961 году. Завершил карьеру Сондерс в любительском клубе «Аманфорд Таун».
Сын Роя Сондерса Дин также был профессиональным футболистом, выступал за многие клубы, включая и «красных», и сборную Уэльса.
Рой Сондерс скончался 29 января 2009 года после продолжительной болезни в возрасте 78-ми лет.